# Walther CP99
Die Walther CP99 ist eine Sportpistole des deutschen Waffenherstellers Umarex und stellt einen Nachbau der Walther P99 dar.

## Unterschiede zum Original
Der auffälligste Unterschied ist die Beschriftung als CP99 (Original: P99) zur Kennzeichnung einer CO2-Waffe. Ebenso hat die CP99 auf der rechten Seite eine Sicherung, die beim Original fehlt. Der Spannungszustand, der bei der P99 durch einen roten Punkt hinten angezeigt wird, fehlt der CP99. Die Montageschiene unter dem Lauf der CP99 hat im Gegensatz zur relativ inkompatiblen Variante der P99 das verbreitetere Weaver-Schienen-Format, das nun auch bei der neueren DAO-Version der P99 verwendet wird.

## Magazin und CO2-Kapseln
Angetrieben wird die Waffe von einer 12-g-CO2-Kapsel, die im Magazin untergebracht ist. Durch einen Hebel unter dem Abzug, der von Links- und Rechtshändern gleichermaßen bedient werden kann, wird das Magazin ausgeworfen. Eine Kapsel reicht für bis zu 110 Schuss, wobei die Leistung ab ca. 75 Schuss nachlässt.
Die Waffe verschießt aus einem Trommelmagazin, das oben in die Waffe eingelegt wird, bis zu 8 Schuss 4,5 mm Diabolos.

## Rechtliches
Da die CP 99 eine Energie von weniger als 7,5 J hat, darf sie in Deutschland ab 18 Jahren frei und ohne Waffenbesitzkarte erworben werden. Zum Tragen in der Öffentlichkeit wäre hingegen ein Waffenschein erforderlich, der jedoch für Luftdruckwaffen prinzipiell nicht ausgestellt wird.

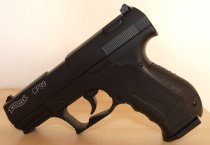
Die Walther CP99-CO2-Pistole
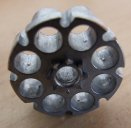
8-Schuss-Standardtrommelmagazin
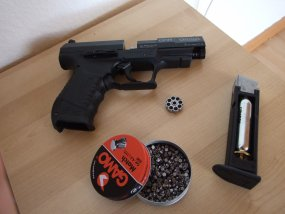
Walther CP99 mit CO2-Magazin, Trommelmagazin und Diabolos